# Tomas Warne

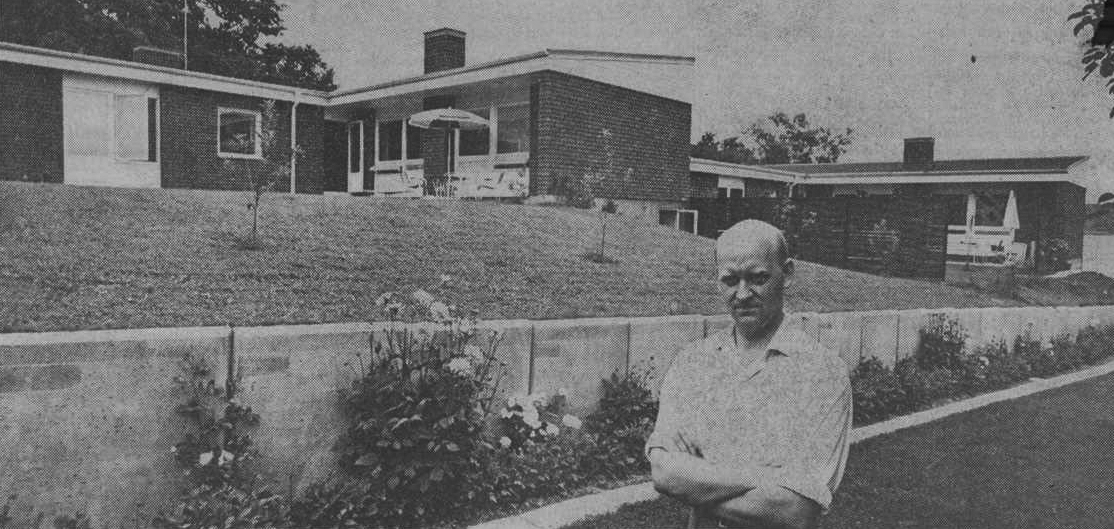
Tomas Warne framför småhus i Strängnäs.

Karl Tomas Warne, född 8 september 1926 i Göteborg, död 2 april 1977 i Strängnäs, var en svensk arkitekt. Han var bror till Bengt Warne.
Warne, som var son till civilingenjör Oscar Warne och Brita Stuart, utexaminerades från Chalmers tekniska högskola 1956, Han var anställd på Gustaf Lettströms arkitektkontor i Eskilstuna 1954, blev arkitekt och delägare i Klemmings Arkitektkontor AB 1955, arkitekt vid AB Hultsfredsindustri (Hultsfredshus) 1958, bedrev egen arkitektverksamhet i Hultsfred 1962 och i Strängnäs från 1963. Han skrev artiklar i fackpressen rörande prefabricerade småhus och kompendier för Chalmers tekniska högskola.